# Galgenberg (Deurne)
De Galgenberg (of: Liesselse Bossen) is een bosgebied van 290 hectare dat zich bevindt tussen Liessel en Vlierden. Het gebied is eigendom van de gemeente Deurne.
Het langgerekte gebied bevindt zich op een dekzandrug tussen het dal van de Astense Aa en dat van de Oude Aa. Merkwaardig en goed zichtbaar is dat de opgestoven ruggen als gevolg van de geologische geschiedenis in twee verschillende richtingen zijn georiënteerd: naast noordwest-zuidoost ook zuidwest-noordoost. Een gekanaliseerd stuk van de Oude Aa loopt over enige afstand door het bos. Op deze plaats zijn op korte afstand van elkaar twee stuwen geplaatst. Ten gevolge van de nabijheid van de Peelrandbreuk 1 kilometer naar het oosten is het verval hier wel twee meter.
De Galgenberg is een jong bos van Grove den en fijnsparren dat is aangeplant op een voormalig stuifzandgebied. Het bos is sinds een jaar of tien leefgebied van de das.
Op de licht glooiende overgang naar beekdal van de Astense Aa lag vroeger een bezitscomplex van de Beelsfundatie, waaraan nog vele oude boerderijen en lanen in de gehuchten Vorst, Ruth en Baarschot herinneren.
In het uiterste westen van het bos bevindt zich het Waterwingebied Vlierden van Brabant Water. Dit is een bosgebied van 43 hectare, beplant met Grove den en Zomereik. Er zijn 13 putten die tot maximaal 260 meter diep reiken.
Midden in het bos ligt een omvangrijke en al tientallen jaren bestaande motorcrossbaan, waarvoor echter nooit de nodige vergunningen zijn afgegeven. Een poging van de gemeente om de baan te legaliseren heeft geen effect gehad zodat onduidelijk is hoe het verder moet met de baan.

## Benaming
Alhoewel de naam Galgenberg luidt, is het niet duidelijk of hier daadwerkelijk ooit een galg heeft gestaan. Geen enkele historische bron wijst in die richting.